# Armillaria griseomellea
Armillaria griseomellea là một loài nấm trong họ Physalacriaceae. Loài này phân bố ở Nam Mỹ.